# Andrea Oggioni
Andrea Oggioni (Villasanta, 20 de julio de 1930 - macizo del Mont Blanc, 16 de julio de 1961) fue un alpinista italiano.

## Vida
Se formó, como muchos otros alpinistas lombardos, sobre las paredes de la Grigna, en los años cincuenta. Destacó como uno de los alpinistas italianos más fuertes, siendo el más joven "académico" del CAI. Realizó numerosas primeras ascensiones en los Alpes, a menudo junto con su amigo Walter Bonatti, y participó en una expedición a los Andes.

He pasado una noche tranquila de verdad. No es que me diera igual el mal tiempo que se nos avecina, pero ya estabas tú para preocuparte. Era inútil que también yo me preocupase
Andrea Oggioni, bromeando con Walter Bonatti durante la "primera ascensión" al Pilar Rojo de Brouillard

Del espolón Walker en las Grandes Jorasses, a la cara noreste del Piz Badile a la Cima Oeste de Lavaredo, los ascensos con su gran amigo Josve Aiazzi, con Bonatti, la norte del Roseg con Mauri, la Livanos-Gabriel en Civetta, la expedición a los Andes de Apolobamba y la conquista del Rondoy Norte (Cordillera Huayhuash en Perú) junto con otras dos cimas andinas.
Pero, como en el caso de Riccardo Cassin, también a Oggioni se le negaron cimas, por criterios discutibles de Desio y del C.A.I.: el K2 y el Gasherbrum IV.

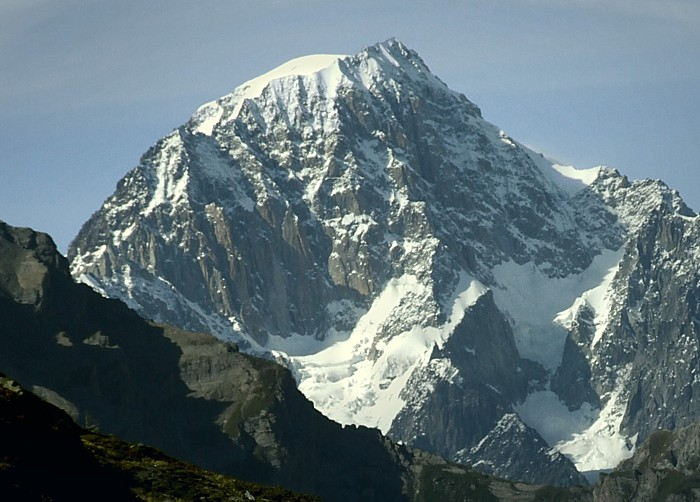
Vertiente italiana del Mont Blanc, en donde se encuentra el Pilar Central de Frêney.

Murió en el año 1961, a la edad de treinta y un años, en la que ha sido recordada por los aficionados como "la tragedia del Frêney": Bonatti, Oggioni y Roberto Gallieni se unieron a una cordada de cuatro alpinistas franceses para ascender el Pilar Central de Frêney: una cima hasta entonces inviolada, en el grupo del Mont Blanc. Después de haber recorrido más de la mitad del ascenso, fueron atacados por una oleada de mal tiempo excepcionalmente prolongado, que les atrapó en la pared una semana entera, y les impidió tanto ascender como descender. Al final decidieron intentar el descenso, pero solo tres (Bonatti, Gallieni y Mazeaud) salieron vivos al valle. Oggioni y tres franceses (Pierre Kohlmann, Robert Guillaume y Antoine Vieille) murieron, exhaustos por el mal tiempo, por el frío y el agotamiento, antes de poder ser alcanzados por el socorro. "Non ce la faccio più", fueron sus últimas palabras: se había agotado a sí mismo para ayudar a los compañeros. Murió de noche en el collado de la Innominata, intentando alcanzar la cabaña Gamba donde las escuadras de socorro estaban descansando, a una hora de la salvación.
Desde el año 1948 hasta 1961 Andrea Oggioni tomó pluma y papel, al final de cada una de sus ascensiones, para contarse y confiar a sí mismo las emociones de las escaladas completadas. Nació, día tras día, un diario que posteriormente publicó póstumamente.

### Libros de Andrea Oggioni
- 2001 - Le mani sulla roccia. 246 pp, Nordpress Edizioni, Chiari (BS), ISBN 88-85-38282-7
- 2003 - Diario Olografo. 157 pp, Nordpress Edizioni, Chiari (BS),  collana "Campo Base", ISBN 88-88657-08-8

### Otros testimonios
- Walter Bonatti, Montagne di una vita, Baldini Castoldi Dalai, 2005, ISBN 9788860730633. En español, Montañas de una vida, © 1999, Ediciones Desnivel; de la traducción: PIlar González Rodríguez.